# 陈其璋
陈其璋（?—?），清朝政治人物。
歷官监察御史。甲午戰爭後﹐陳其璋奏請整頓同文館，指责同文馆“为讲求西学而设，学生不下百余人，岁费亦需巨万两，而所学者只算术、天文及各国语言文字。”，重新修订八年课程，同時廢除四書五經之學習課程。光绪二十三年（1897年），奏请“仿造大小铜元，以补制钱之不足”。